# Georges de Bellio

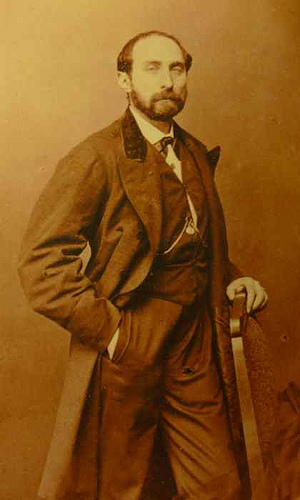
Georges de Bellio, 1865

Georges de Bellio (Boekarest 20 februari 1828  – Parijs 26 januari 1894) was een Roemeens dokter en kunstverzamelaar die vanaf 1851 in Parijs verbleef. Door zijn interesse voor avant-garde kunst, kwam hij in contact  met de eerste  impressionisten zoals onder meer  Édouard Manet, Monet, Pissarro, Sisley en Renoir, van wie hij de dokter was. Hij wordt een van de eerste grote verzamelaars van hun werk en zal hen, waar hij kan, ondersteunen.

## Afkomst
Georges de Bellio, origineel Gheorghe Bellu, behoorde tot een rijke Aroemeense familie die sinds de 18e eeuw in Roemenië gevestigd waren. Zijn voorvaders waren afkomstig uit Pella in Macedonië en hun naam is daarvan afgeleid: Pella - Bellu - Bellio. In 1873 werd de bankier Constantin Bellu, de broer van Georges grootvader, door keizer Frans Jozef I van Oostenrijk in de adel verheven. De barontitel ging over naar zijn familie omdat hij zelf geen nakomelingen had. Georges was de jongste van vier zonen van agha Alexander Bellu, afkomstig uit een Bojaren-familie en van Irina Văcărescu, dochter van Barbu Văcărescu, die Ban van Craiova was.

## Biografie

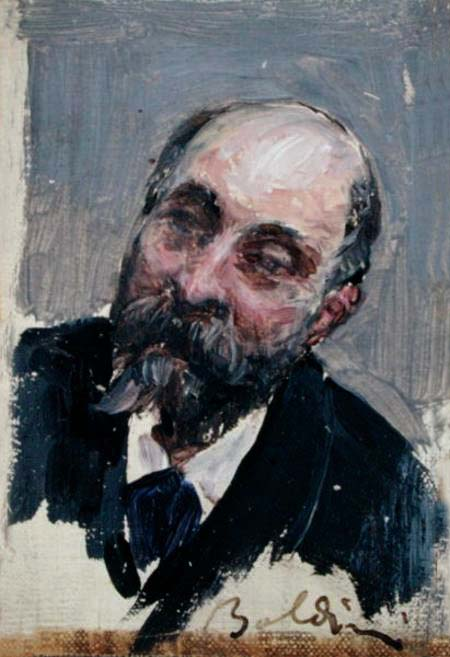
Giovanni Boldini, Portret van Georges de Bellio

Hij vestigde zich, samen met zijn broer Constantin, in 1851 in Parijs en studeerde er voor arts, hoewel hij nooit als arts optrad tenzij voor familie en goede vrienden. Er is geen thesis op zijn naam bekend. Later zou hij de homeopathie gaan bestuderen. De broers vestigden zich in de rue de la Grange batelière.
Georges trouwde  met Catherine Rose Guillemet en op 15 augustus 1863 werd hun dochter Victorine geboren. Na de geboorte verhuisde het echtpaar naar de Rue des Martyrs en later , in 1881, vestigde de Bellio zich in de Rue Alfred Stevens.
Georges interesseerde zich al heel snel in de visuele kunsten en bezocht musea, tentoonstellingen, ateliers van artiesten, kunstgalerijen onder meer die van Paul Durand-Ruel en Bernheim-Jeune en veilingen zoals die van het Hôtel Drouot. Ook de recent ontdekte fotografie was een van zijn interessepunten, hij werd al in 1855 lid van de een jaar eerder opgerichte Société française de photographie en raakte goed bevriend met Nadar.
In februari 1876 werd hij uitgenodigd door Monet om zijn atelier te bezoeken, maar de aanspreektitel op de brief is nog vrij formeel. De twee raakten wel vrij snel bevriend en de Bellio zal daarna Monet helpen, zowel op financieel als op medisch gebied zoals blijkt uit de correspondentie tussen beiden. Ook Alfred Sisley, Camille Pissarro en Pierre-Auguste Renoir zal hij dikwijls uit de nood helpen. Waarschijnlijk leerde hij de impressionistische schilders kennen via George Bibescu die bevriend was met Frederic Bazille en die Renoir had gecontracteerd bij de decoratie van zijn hôtel in Parijs. Het is ook mogelijk dat de Roemeense schilder Nicolae Grigorescu, waarmee de Bellio bevriend was, hem introduceerde bij de impressionisten.  Hij kocht alleszins zijn eerste impressionistische werken voor hij de schilders persoonlijk kende.
Als de schilders in de problemen zaten wisten ze Georges de Bellio te vinden in het Café Riche op de Boulevard des Italiens, waar hij van 1886 tot bij zijn plotse dood in 1894, zeer frequent het middagmaal gebruikte. Georges de Bellio organiseerde er ook regelmatig een "impressionisten-diner waar zijn vrienden de schilders aan deelnamen, maar ook dichters, schrijvers en critici zoals Mallarmé, Octave Mirbeau, en Edmond de Goncourt sloten zich dikwijls aan bij de groep en namen deel aan de geanimeerde discussies over kunst en literatuur.
Georges de Bellio stierf op 26 januari 1894 en werd bijgezet op het kerkhof Père-Lachaise.

## Verzameling
Hoe de verzameling van Georges de Bellio tot stand kwam is niet gedocumenteerd, maar we weten wel dat hij in 1864 twee werken van Eugène Delacroix kocht bij de liquidatie van het atelier van de schilder na diens dood, Satyre embrassant une nymphe (Sater die een nimf omhelst) een kopie naar Rubens en een Étude de chevaux (Studie van paarden). Bij het begin van de opbouw van zijn verzameling was hij vooral geïnteresseerd in de Hollandse meesters en de Franse meesters uit de 18e eeuw. Hij koopt dan veel werken op papier waarvan een deel bewaard wordt in het Musée Marmottan Monet met onder meer werken van Claude Gillot, Jean-Honoré Fragonard, Jean Baptiste Leprince, Hubert Robert, François-André Vincent, Jean Baptiste Isabey, Pierre-Paul Prud'hon en Alexandre-Gabriel Decamps.
Georges de Bellio koopt in die beginperiode zeer diverse dingen zoals een buste van een Jong meisje van de hand van Luca della Robbia in 1871 en een Italiaanse grisaille uit de 17e eeuw op een veiling bij Bouvier in Amiens. In 1875 volgen een ronde schotel met mythologische voorstellingen en een zilveren doos uit de Lodewijk XIII periode. In 1879 koopt een oud houten Japans masker uit het Kabuki theater. Over de eerste schilderijen die hij verwierf hebben we weinig informatie, we weten wel dat hij op 14 maart 1874 een klein werk kocht van Germain Théodore Ribot voor 299 franc en bij Paul Durand-Ruel een doek van Pissarro: Rue de l’ermitage à Pontoise. In datzelfde jaar kocht hij zijn eerste Monet bij de verkoop van de verzameling van Ernest Hoschede bij het hôtel Drouot: La Seine à Argenteuil. in 1875 kocht hij een zelfportret van Renoir.

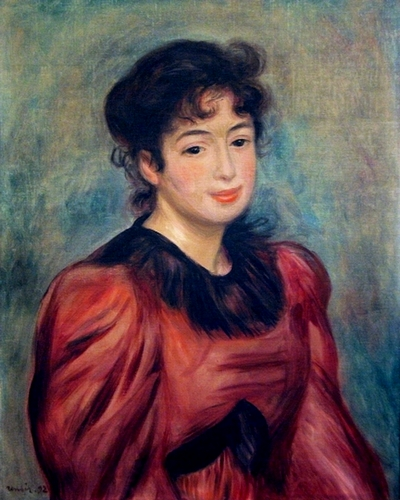
Pierre-Auguste Renoir, Portret van Victorine de Bellio

De eerste impressionisten tentoonstelling die de Bellio bezocht was waarschijnlijk die van 1876, hij kocht bij het sluiten van de tentoonstelling drie werken van Berthe Morisot die toen werden tentoongesteld: Au Bal (Op het bal), Dejeuner sur l'herbe (Ontbijt op het gras), Une Perche de blanchisseusses (Het perk van de wasvrouwen).  Bij de tentoonstelling van de impressionisten in 1877 staan in de catalogus drie werken van Monet die door de Bellio uitgeleend waren: Les Tuileries, Le Parc Monceau en Le Pont de Rome, gare Saint-Lazare. George de Bellio had die werken waarschijnlijk gekocht bij zijn bezoek(en) aan het Atelier van Monet in 1876. In 1878 kocht hij het werk Impression, soleil levant, het werk van Claude Monet waaraan het impressionisme zijn naam dankte. Bij de vierde tentoonstelling op 10 april 1879 waren weerom zes van de 29 schilderijen die Monet tentoonstelde afkomstig uit de verzameling van de Bellio: La Rue Montergueil, fete de juin, Effet de brouillard, Impression, Parc Monceau, Coucher de soleil, Paysage d'hiver en Petit bras a Vetheuil. Hierna zou de Bellio niet veel werk van Monet meer kopen omdat hij de experimenten van de schilder met de postimpressionistische stijl, niet erg kon waarderen. In 1892 gaf hij Renoir de opdracht voor een portret van zijn dochter Victorine.
Georges de Bellio koesterde het idee om een kunstgalerij te openen waarin hij zijn verzameling van impressionistische werken zou kunnen tentoonstellen. Met dat doel verkocht en kocht hij een aantal werken om zijn verzameling zo uit te bouwen dat hij van elke kunstenaar de evolutie zou kunnen tonen. Spijtig genoeg verhinderde zijn plotselinge dood dit plan.

## Geschiedenis van de verzameling
Bij zijn dood in 1894 bevatte de collectie van Georges de Bellio meer dan 3000 schilderijen, pastellen, aquarellen en tekeningen. De werken van de impressionisten vormden het leeuwendeel van de verzameling.
Een inventaris van de verzameling opgesteld in 1894 door Ernest Donop de Monchy, de echtgenoot van Victorine de Bellio vermeldde 143 schilderijen en tien pastellen, 133 aquarellen en tekeningen en 170 affiches van Chéret en Lautrec.
In de jaren volgend op de dood van Georges werden een aantal werken uit zijn verzameling verkocht, maar het echtpaar de Monchy hield het grootste gedeelte van de verzameling van hun vader en schoonvader intact. In 1938 lenen de echtgenoten de Monchy zes doeken van Monet aan het Musée Marmottan (later Musée Marmottan Monet). De lening wordt kort daarna omgezet in een schenking en in 1942 na het overlijden van haar echtgenoot, schenkt Victorine nog een aantal werken aan het museum. Victorine Dunop de Monchy schenkt in 1957 bij testament de rest van de verzameling van haar vader aan het Musée Marmottan Monet. Ze overleed in 1958.

## Galerij

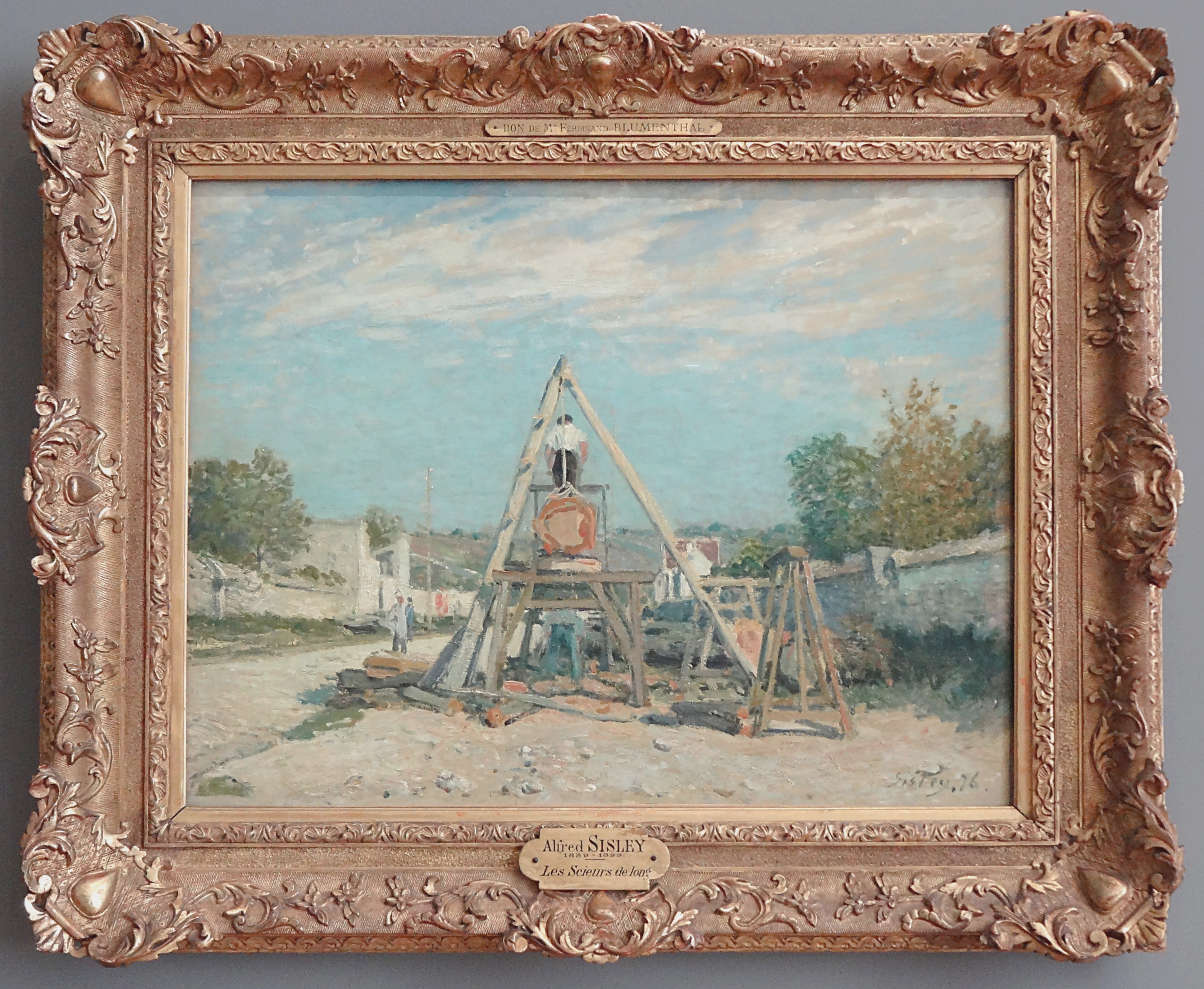
Alfred Sisley, Les scieurs de long
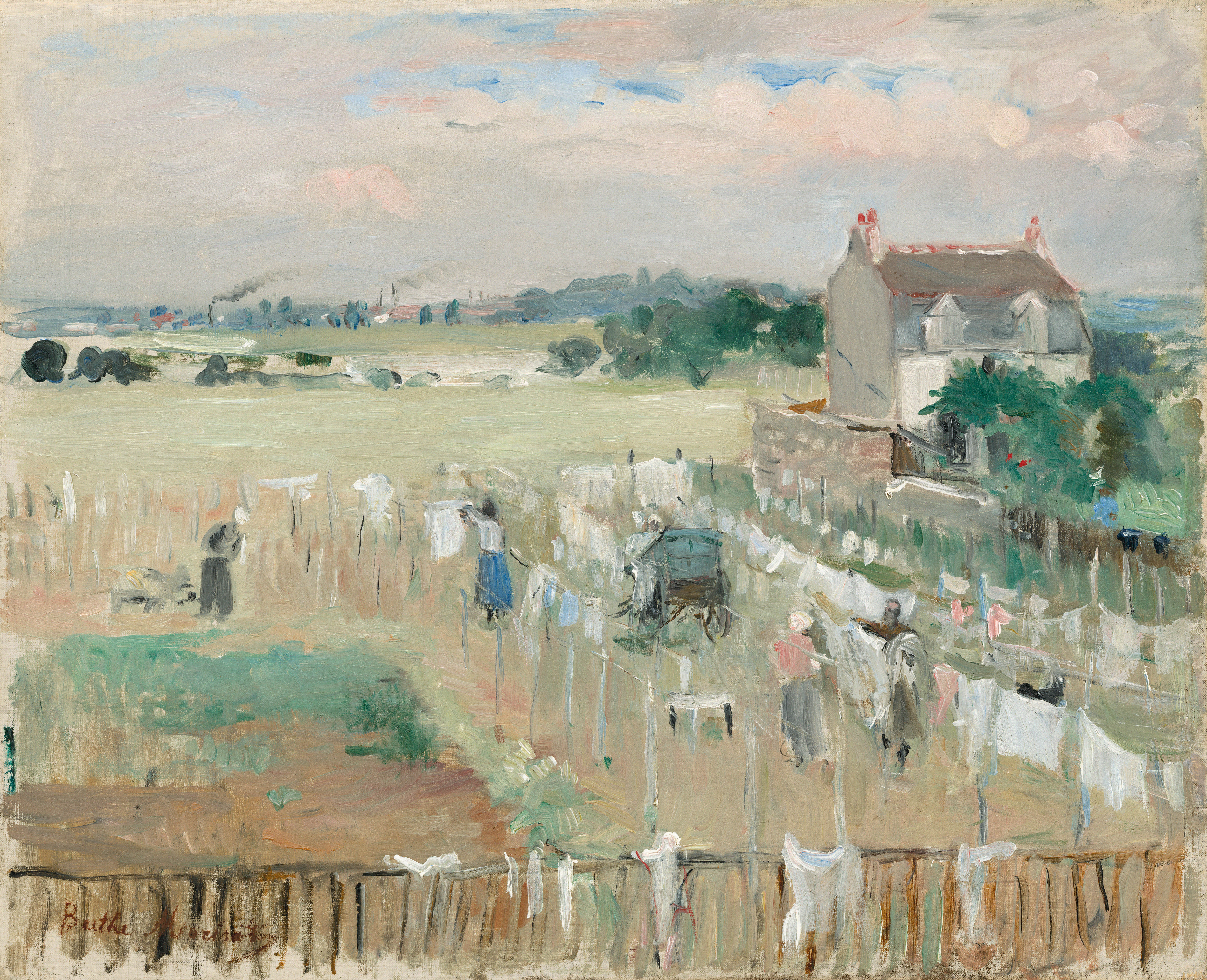
Berthe Morisot, Het perk van de wasvrouwen
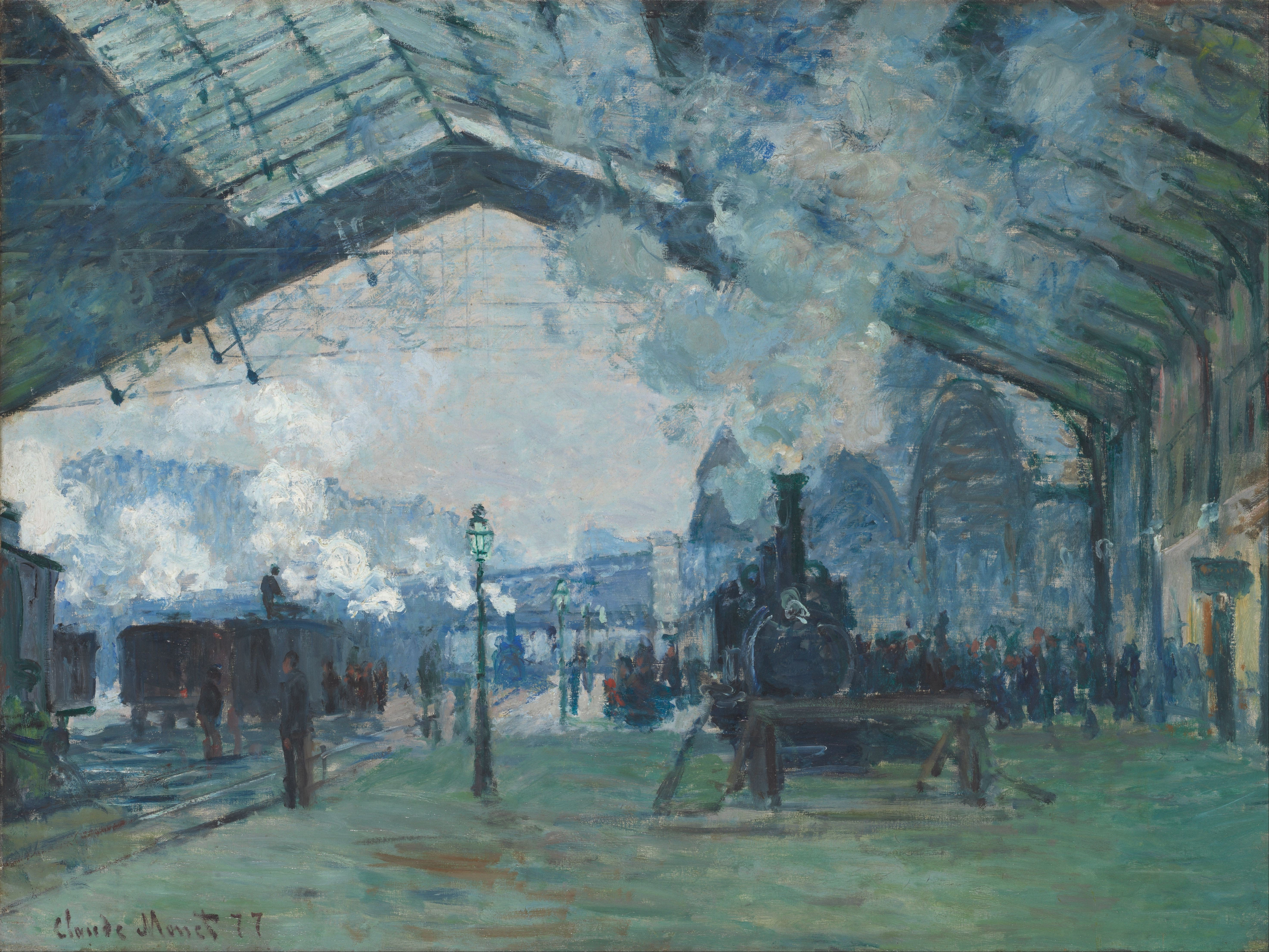
Claude Monet, Gare Saint-Lazare
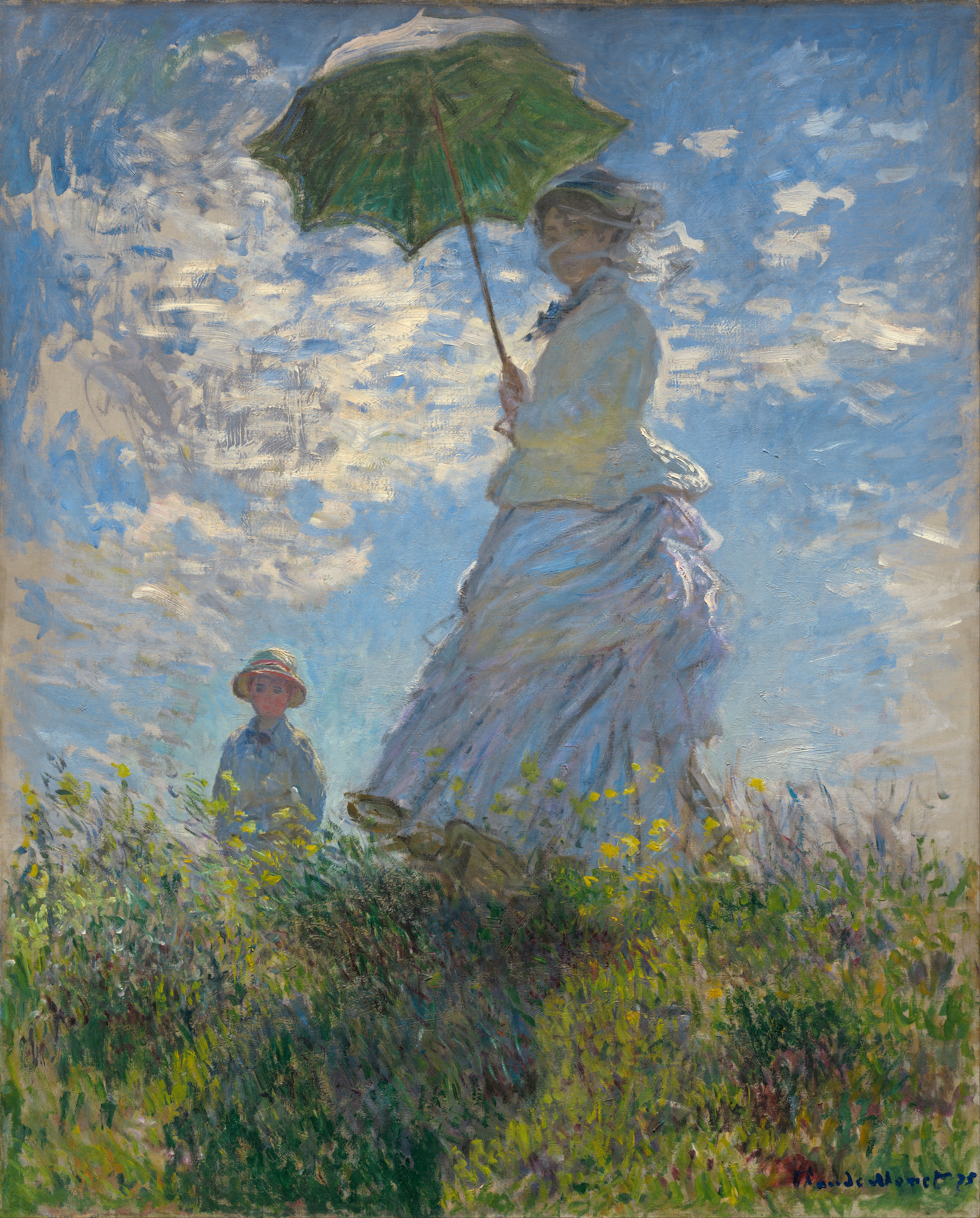
Claude Monet, Dame met een parasol
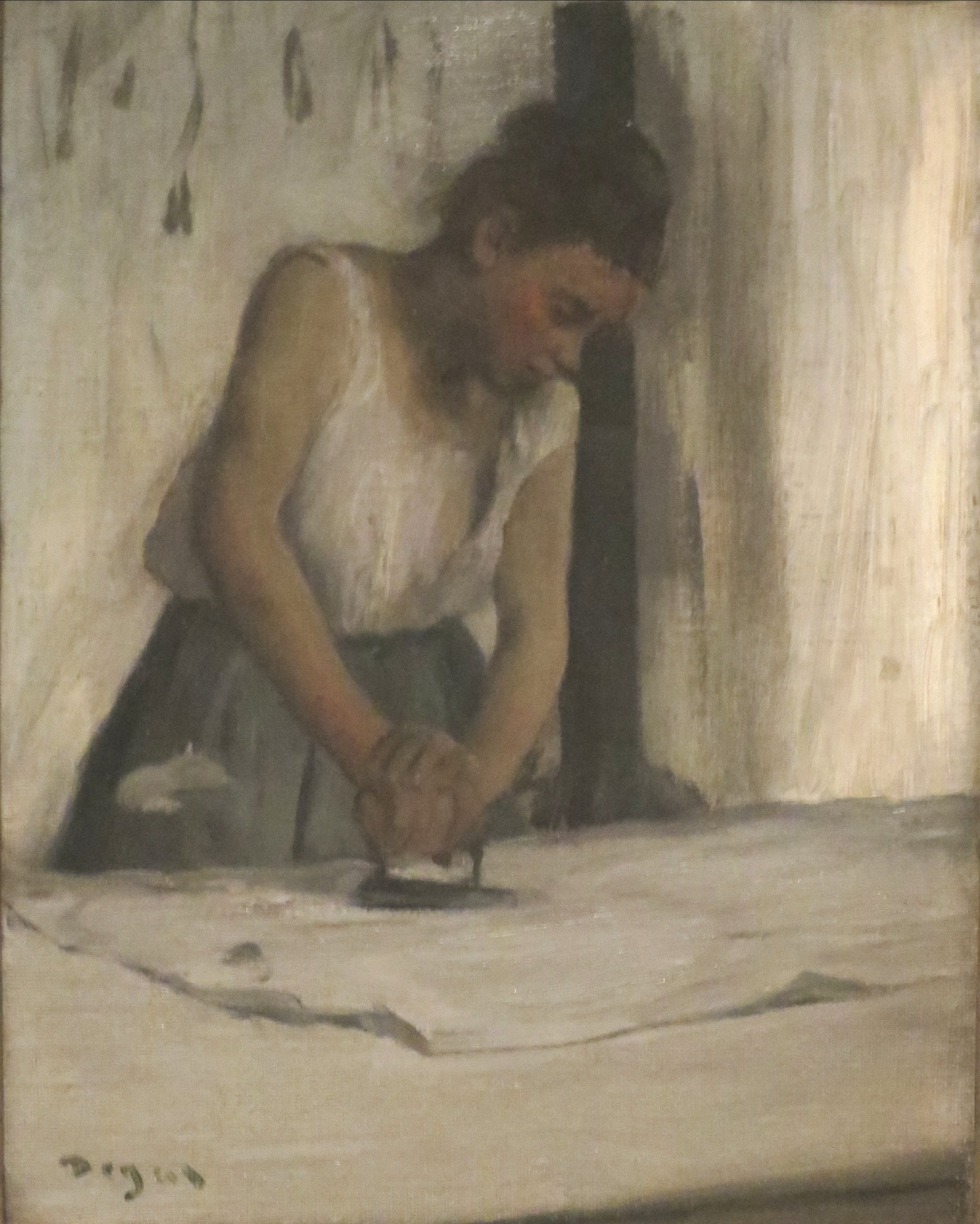
Edgard Dega, Strijkster
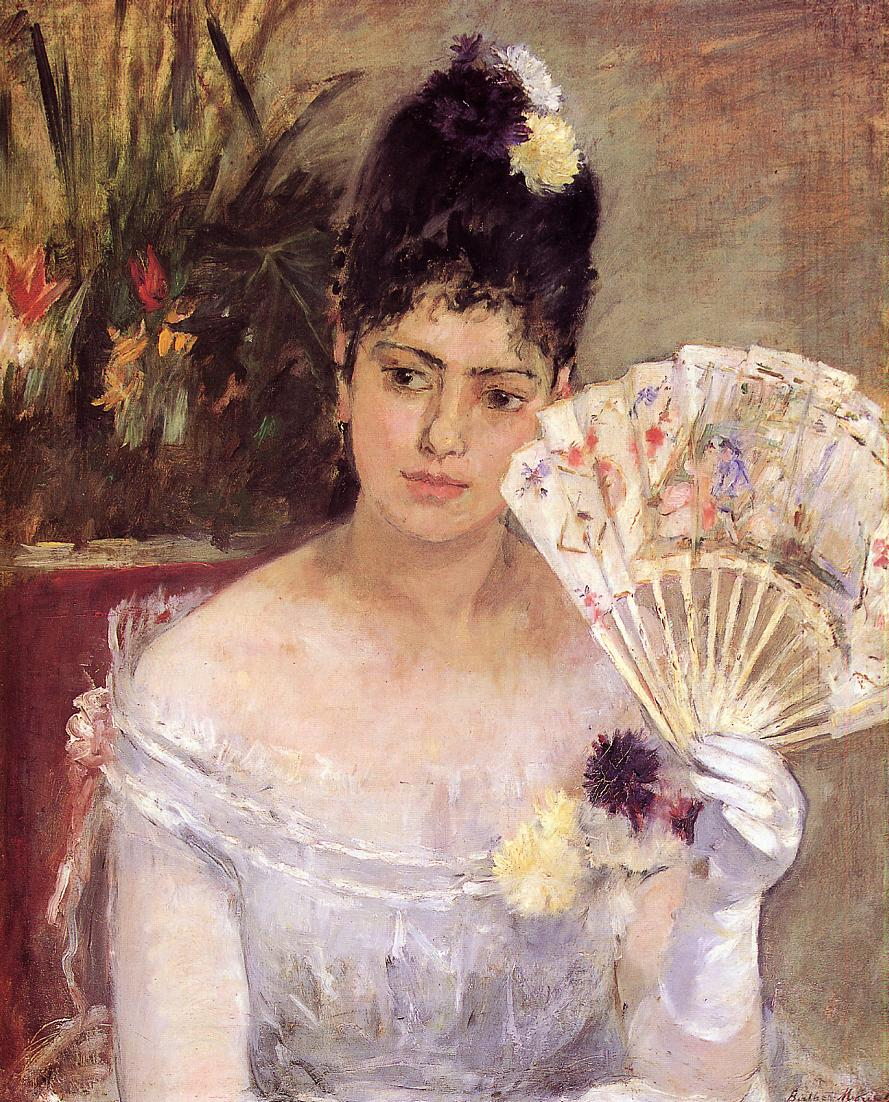
Berthe Morisot, Jeune fille au bal
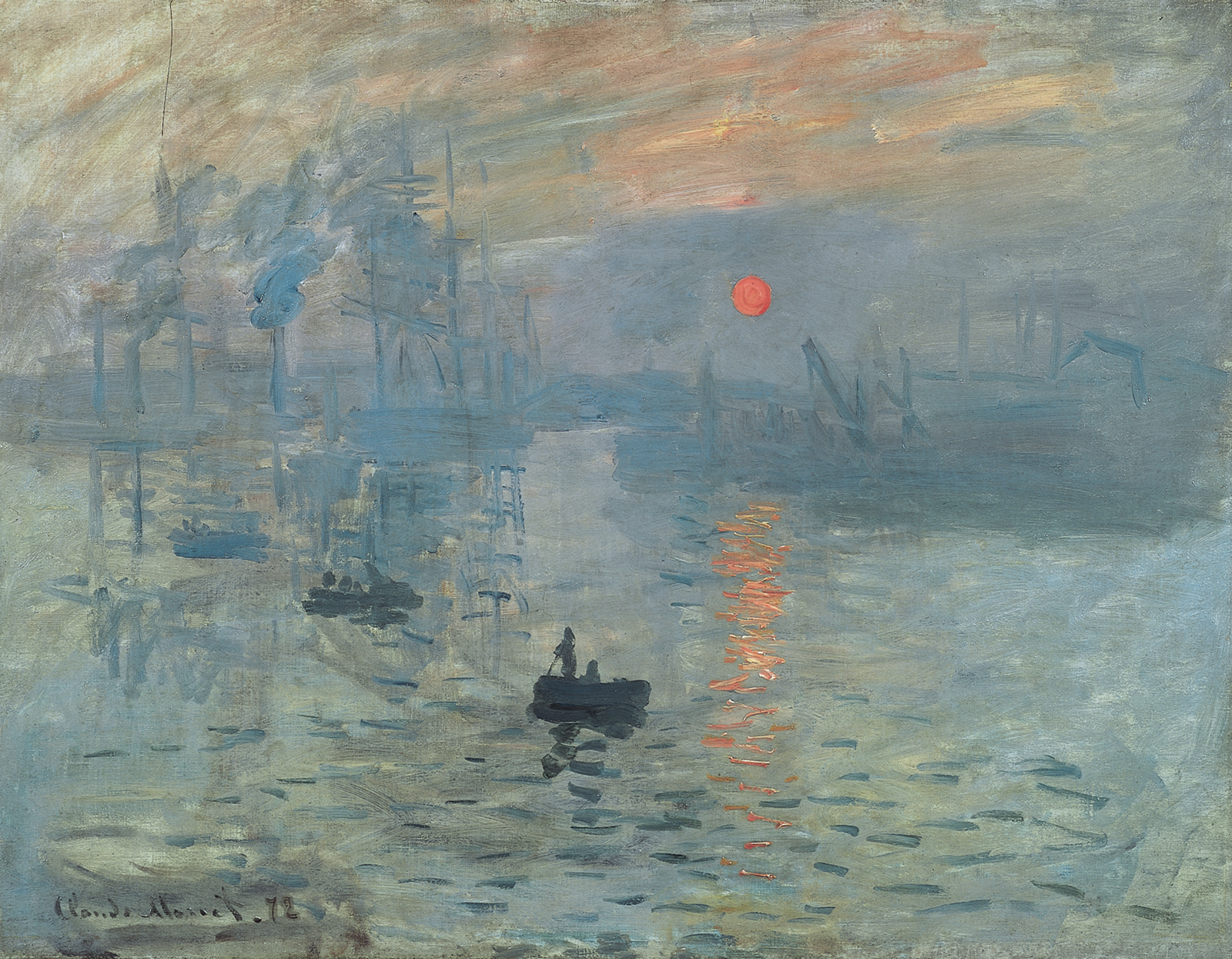
Claude Monet, Impression soleil levant